# Stolzita
La stolzita o estolzita es un mineral de la clase de los minerales sulfatos, y dentro de esta pertenece al llamado “grupo de la scheelita”. Fue descubierta en 1845 en los Montes Metálicos, en la región de Bohemia (República Checa), siendo nombrada así en honor de Joseph A. Stolz, mineralogista checo. Un sinónimo poco usado es tungstenato de plomo.

## Características químicas
Es un wolframato anhidro de plomo. El grupo de la scheelita en que se encuadra son wolframatos y molibdenatos del sistema cristalino tetragonal, siendo el dimorfo con esta estructura del mineral raspita, de igual fórmula pero que cristaliza en monoclínico.
Forma una serie de solución sólida con la wulfenita (PbMoO4), en la que la sustitución gradual del wolframio por molibdeno va dando los distintos minerales de la serie.
Además de los elementos de su fórmula, suele llevar como impureza molibdeno.

## Formación y yacimientos
Aparece como mineral secundario raro en la zona de oxidación de los yacimientos hidrotermales de minerales del plomo que contienen wolframio
Suele encontrarse asociado a otros minerales como: raspita, cerusita, anglesita, piromorfita o mimetita.

## Usos
Puede ser extraído en las minas como mena del wolframio.